# Metasiphonella magnifica
Metasiphonella magnifica är en tvåvingeart som beskrevs av Oswald Duda 1930. Metasiphonella magnifica ingår i släktet Metasiphonella och familjen fritflugor. Inga underarter finns listade i Catalogue of Life.